# Berky Nándor
Berky Nándor (névvariáns: Berki) (Versec, 1911. szeptember 21. – Debrecen, 1981. október 13.) szobrász.

## Életútja
1940 és 1946 között a Magyar Képzőművészeti Főiskolán tanult, ahol mesterei Bory Jenő, Szőnyi István, Boldogfai Farkas Sándor és Pátzay Pál voltak. 1946 és 1960 között Nyíregyházán élt, 1961-ben Debrecenbe költözött. 1946-ban Ősz Dénessel és Balogh Józseffel együtt Nyíregyházán létrehozták a Bessenyei György Képzőművészeti Népfőiskolát. 1957-től 1968-ig a debreceni Szabadművelődés Képzőművészeti Iskolájában tanított, később az Ady Endre Művelődési Házban vezetett szobrász-keramikus szakkört. 1938-ban a Nyíregyházi Bessenyei Kör tárlatán állította ki Szabolcs vezér című domborművét, amivel feltűnést keltett.

## Egyéni kiállítások
- 1957 • Tudományos Ismeretterjesztő Társulat Bessenyei Klub, Nyíregyháza
- 1960 • Jósa András Múzeum [Berecz Andrással, Pál Gyulával], Nyíregyháza
- 1964 • Tudományos Ismeretterjesztő Társulat Csokonai Klub, Debrecen • Hajdúsági Múzeum, Hajdúböszörmény
- 1981 • Kisvárda
- 1982 • Debrecen (emlékkiállítás). Válogatott csoportos kiállítások

## Válogatott csoportos kiállítások
- 1940 • Képzőművészeti Főiskola kiállítása • Magyar Művészetért, Műcsarnok, Budapest
- 1947 • A Magyar Képzőművészek Szabadszervezete Vidéki Csoportjának I. kiállítása, Ernst Múzeum, Budapest
- 1954 • Vidéken élő képzőművészek kiállítása, Ernst Múzeum, Budapest
- 1959 • Őszi Tárlat, Déri Múzeum, Debrecen
- 1960 • Magyar Képzőművészek Grafikai és Kisplasztikai kiállítása, Csók Galéria, Budapest
- 1965 • Kelet-magyarországi Képzőművészek I. Tárlata, Debrecen
- 1965-66 • Tavaszi Tárlat, Debrecen
- 1972 • Képzőművészet Hajdú-Biharban, Tudományos Ismeretterjesztő Társulat Természettudományi Stúdió
- 1972-73 • Kelet-magyarországi Képzőművészek kiállítása, Magyar Nemzeti Galéria, Budapest
- 1974 • 35 év a szobrászat útján, Jósa András Múzeum, Nyíregyháza
- 1975 • ~ Tilles, Tóth, Váró kiállítás, Debrecen, Képzőművészeti Szövetség Kelet-magyarországi Területi Szervezete.